# جانيس ستريلنيكس
جانيس ستريلنيكس (باللاتفية: Jānis Strēlnieks)‏ مواليد 1 سبتمبر 1989 في تالسي، الجمهورية اللاتفية السوفيتية الاشتراكية، هو لاعب كرة سلة لاتفي. بدأ مسيرته الاحترافية في سنة 2007. يلعب مع بروس باسكتس كلاعب هجوم خلفي. يحمل الرقم 13.

## المسيرة الاحترافية
لعب مع نادي فينتسبيلس لكرة السلة من سنة 2007 إلى 2011، ثم لعب مع نادي بوديفلنيك لكرة السلة في موسم 2013–2014، ثم لعب مع بروس باسكتس في الدوري الألماني في سنة 2014.

## إحصائيات المسيرة

### الدوري الأوروبي
| السنة   | الفريق                    | لعب | بدأ | دقيقة | ميداني% | ثلاثية | حرة   | ارتداد | صنع | استلاب | تصدي | نقطة | أداء |
| ------- | ------------------------- | --- | --- | ----- | ------- | ------ | ----- | ------ | --- | ------ | ---- | ---- | ---- |
| 2013–14 | نادي بوديفلنيك لكرة السلة | 10  | 6   | 22.5  | .509    | .464   | 1.000 | 1.4    | 2.6 | .9     | .0   | 8.1  | 8.4  |
| المسيرة |                           | 10  | 6   | 22.5  | .509    | .464   | 1.000 | 1.4    | 2.6 | .9     | .0   | 8.1  | 8.4  |

## روابط خارجية
- جانيس ستريلنيكس على موقع الاتحاد الدولي لكرة السلة (الإنجليزية)
- جانيس ستريلنيكس على موقع الدوري الأوروبي لكرة السلة (الإنجليزية)
- جانيس ستريلنيكس على موقع كرة السلة الأوروبية.كوم (الإنجليزية)
- جانيس ستريلنيكس على موقع DraftExpress.com (الإنجليزية)
- جانيس ستريلنيكس على موقع ريلجم (الإنجليزية)
- جانيس ستريلنيكس على موقع بروبوليرز (الإنجليزية)
- جانيس ستريلنيكس على موقع سبورتس رفرنس (الإنجليزية)